# Mil Mi-14
Mil Mi-14 (Tên hiệu NATO Haze) là một máy bay trực thăng chống tàu ngầm của Xô viết, được phát triển từ loại Mi-8.
Mil Mi-14 được thiết kế với các phiên bản chống tàu ngầm, dò mìn, dò tìm và cứu hộ. Các đặc điểm của nó gồm hai động cơ tuốc bin trục Klimov TV3-117MT, vỏ kiểu xuồng tương tự loại Sea King, cánh sườn ở thân sau, và bánh đáp ba có thể thu vào. Mil Mi-14 được giới thiệu lần đầu tháng 9 năm 1969 và đi vào sử dụng năm 1975.

## Các dạng khác

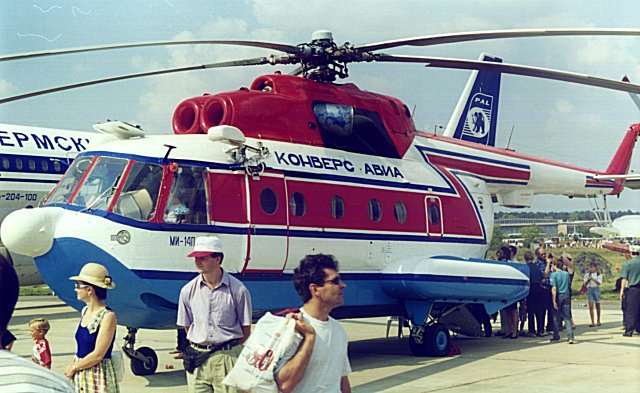
Mil Mi-14P

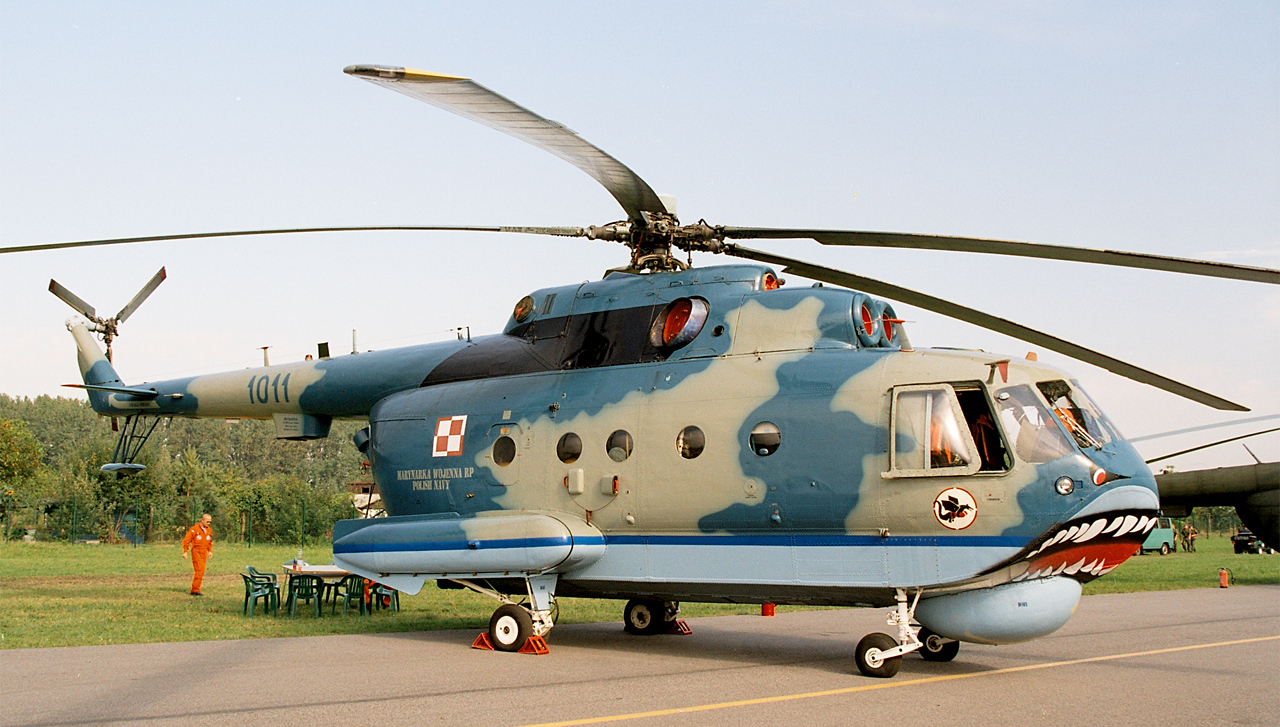
Mi-14 Hải quân Ba Lan tại Triển lãm hàng không Radom 2005

V-14
Mẫu thử của Mi-14.
Mi-14PL (NATOHaze-A)
Trực thăng chống tàu ngầm. 1 chiếc Mi-14PL được sử dụng để mang tên lửa không đối diện Kh-23 (NATO: AS-7 Kerry) để thử nghiệm nhưng không được đưa vào sử dụng.
Mi-14PLM
Phiên bản chống tàu ngầm cải tiến.
Mi-14PŁ/R
2 chiếc Mi-14PŁ do Ba Lan hoán cải (tên định danh của Ba Lan cho Mi-14PL).
Mi-14BT (NATOHaze-B)
Phiên bản quét mìn.
Mi-14PS (NATOHaze-C)
Phiên bản tìm kiếm và cứu hộ.
Mi-14PX
Phiên bản huấn luyện tìm kiếm và cứu hộ cho Hải quân Ba Lan.
Mi-14PZh
Phiên bản sử dụng trên mặt nước của Mi-14BT. Chi phí hoán cải khoảng 1 triệu USD..
Mi-14PZh Eliminator III
Mi-14BT cải tiến thành phiên bản chữa cháy.
Mi-14GP
Mi-14PL hoán cải thành trực thăng chở khách 24–26 chỗ.
Mi-14P
Trực thăng dân sự 24 chỗ.

## Quốc gia sử dụng
Tính đến năm 1991, khoảng 230 chiếc đã được sản xuất, trong đó xuất khẩu tới các đồng mình của Liên Xô gồm Bulgaria, Cuba, Cộng hòa Dân chủ Đức, Libya, Ba Lan, và Syria.

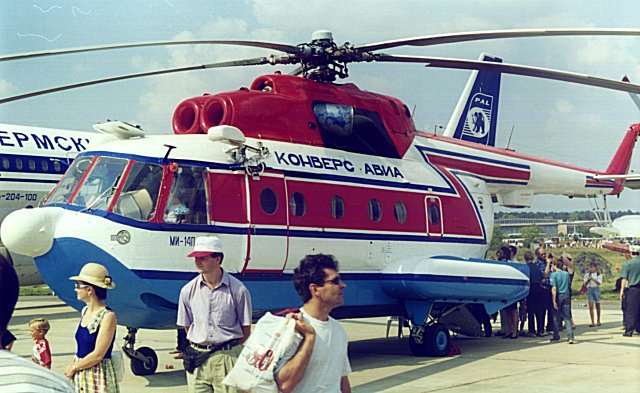

### Đang sử dụng
Bulgaria
- Hải quân Bulgaria[8]

 Cuba
- Không quân Cuba[8]

 Gruzia
- Không quân Gruzia[9]

 Libya
- Không quân Libya[9]

 Ba Lan
- Hải quân Ba Lan[9]

 Nga
- Không quân Hải quân Nga[8]

 Syria
- Hải quân Syria[9]

 Ukraina
- Không quân Hải quân Ukraina[9]

### Từng sử dụng
Đông Đức
- Hải quân Đông Đức[10]

 Đức
- Hải quân Đức[11]

 Liên Xô
- Không quân Hải quân Liên Xô[12]

 Yugoslavia
- Hải quân Nam Tư

## Tính năng kỹ chiến thuật (Mi-14PL)
Dữ liệu lấy từ Jane's All The World's Aircraft 1992–93
Đặc điểm tổng quát
- Kíp lái: 4
- Chiều dài: 18,38 m (60 ft 3 in)
- Đường kính rô-to: 21,29 m (69 ft 10 in)
- Chiều cao: 6,93 m (22 ft 9 in)
- Diện tích đĩa quay: 356 m² (3.832 ft²)
- Trọng lượng rỗng: 11.750 kg (25.900 lb)
- Trọng lượng cất cánh tối đa: 14.000 kg (30.865 lb)
- Động cơ: 2 × Klimov TV3-117MT kiểu turboshaft, 1.454 kW (1.950 shp)  mỗi chiếc

 Hiệu suất bay 
- Vận tốc cực đại: 230 km/h (124 kt)
- Tầm bay chuyển sân: 1.135 km (705 mi)
- Trần bay: 3.500 m (11.500 ft)
- Thời gian bay với nhiên liệu tối đa: 5 h 56 phút

Trang bị vũ khí

Mi-14

- Ngư lôi, bom và bom chìm chống tàu ngầm